# زاویه بن حمیده
زاویه بن حمیده (به فرانسوی: Zaouiat Ben Hmida) یک منطقهٔ مسکونی در مراکش است که در استان صویره واقع شده‌است. زاویه بن حمیده ۶٬۴۳۲ نفر جمعیت دارد.